# Ardeola (revista)
Ardeola és la revista científica oficial de la Societat Espanyola d'Ornitologia (SEO/BirdLife). Es publica des de la fundació de la Societat el 1954.
El seu àmbit de publicació inclou tots els aspectes de l'ornitologia tant d'Espanya com de la resta del món, tot i que centrant-se especialment en les regions de clima mediterrani i en el Neotròpic, així com en treballs aplicats sobre conservació d'ocells i els seus hàbitats.
S'edita semestralment (el mes de juny i desembre, un volum per any, amb dos números). Els articles originals i notes breus estan escrits en castellà o en anglès, recomanant-se l'ús d'aquesta última llengua.
El Comitè Editorial promou la ràpida publicació de manuscrits sotmesos a la revisió d'ornitòlegs experts.
Ardeola també publica la llista oficial d'observacions de rareses ornitològiques a Espanya i els noms en castellà dels ocells del món, així com revisions de la major part dels llibres que arriben a la biblioteca de SEO/BirdLife i resums en castellà de treballs ornitològics realitzats en regions de clima mediterrani que es publiquen en altres revistes científiques.